# Pakeha
Pakeha – rodzaj pająków z rodziny Cycloctenidae. Obejmuje 18 opisanych gatunków. Zamieszkują wyłącznie Nową Zelandię.

## Morfologia
Pająki o ciele długości od 3,5 do 7,5 mm. Karapaks ma ciemne cieniowanie z jasną przepaską w tylnej części, rozciągającą się od jamek do jego tylnej krawędzi. Ośmioro oczu rozmieszczonych jest w dwóch rzędach, z których przedni jest prosty. Oczy tylno-środkowe leżą nieco dalej z tyłu niż tylno-boczne. Oczy wszystkich par są podobnych rozmiarów z wyjątkiem oczu przednio-bocznych, które są wyraźnie mniejsze. Cała grupa oczu jest zwarta i zajmuje nie więcej niż połowę szerokości części głowowej karapaksu. Szczękoczułki mają na tylnej krawędzi bruzdy dwa zęby jednakowych rozmiarów, zaś na krawędzi przedniej oprócz zębów normalnych także grupkę ząbków drobnych. Szerokość wciętej u podstawy wargi dolnej jest zazwyczaj równa jej długości. Tarczowate sternum jest nieco dłuższe niż szerokie.
Odnóża mają stosunkowo słabe, igłowate kolce na udach, rozmieszczone naprzemiennie w dwóch szeregach trichobotria na stopach, organy tarsalne położone odsiebnie względem trichobotrii, silnie grzebykowane pazurki górne oraz zaopatrzone w kilka ząbków pazurki dolne. Dwie tylne pary odnóży mają na członach innych niż uda silne i wydatne kolce. Kolce bazalne na grzbiecie goleni dwóch ostatnich par są wzniesione i ostre, na dwóch przednich parach pojedyncze i szczecinkowate.  Nadstopia trzech ostatnich par odnóży zaopatrzone są w grzebienie.
Opistosoma (odwłok) zaopatrzona jest mały, słabo odgraniczony stożeczek z nielicznymi włoskami. Pozbawiona jest zupełnie siteczka przędnego. Kądziołki przędne tylnej pary są silnie uwstecznione.
Nogogłaszczki samca mają krętarze z parą kolców lub wyrostków na powierzchni zewnętrzno-odsiebnej, zaś apofyzę medialną wykształconą w formie zesklerotyzowanej płytki. Narząd kopulacyjny cechuje się przysadzistym, kolcokształtnym embolusem oraz błoniastym, osadzonym odsiebnie konduktorem.

## Taksonomia
Rodzaj ten wprowadzony został w 1973 roku przez Raymonda Roberta Forstera i Cecila Louisa Wiltona w czwartej części monografii poświęconej pająkom Nowej Zelandii. Autorzy wyznaczyli jego gatunkiem typowym opisanego w tej samej publikacji P. protecta. Rodzaj umieszczany był początkowo w rodzinie sidliszowatych. Do rodziny Cycloctenidae przeniesiony został na podstawie molekularnej analizy filogenetycznej w 2017 roku przez Warda C. Wheelera i współpracowników.
Do rodzaju tego należy 18 opisanych gatunków:
- Pakeha buechlerae Forster & Wilton, 1973
- Pakeha duplex Forster & Wilton, 1973
- Pakeha hiloa Forster & Wilton, 1973
- Pakeha inornata Forster & Wilton, 1973
- Pakeha insignita Forster & Wilton, 1973
- Pakeha kirki (Hogg, 1909)
- Pakeha lobata Forster & Wilton, 1973
- Pakeha manapouri Forster & Wilton, 1973
- Pakeha maxima Forster & Wilton, 1973
- Pakeha media Forster & Wilton, 1973
- Pakeha minima Forster & Wilton, 1973
- Pakeha paratecta Forster & Wilton, 1973
- Pakeha parrotti Forster & Wilton, 1973
- Pakeha protecta Forster & Wilton, 1973
- Pakeha pula Forster & Wilton, 1973
- Pakeha stewartia Forster & Wilton, 1973
- Pakeha subtecta Forster & Wilton, 1973
- Pakeha tecta Forster & Wilton, 1973